# Nieuwerkerke
Nieuwerkerke (51° 42′ N, 3° 53′ L) é uma cidade dos Países Baixos, na província de Zelândia. Nieuwerkerke pertence ao município de Schouwen-Duiveland, e está situada a 23 km southwest of Hellevoetsluis.